# Farmacia-Museo de Kiev
La Farmacia - Museo de Kiev se encuentra situada en Podil,  barrio histórico de la capital de (Ucrania). Fue fundada en el año 1728 por un ciudadano alemán llamado Bunge, y estuvo funcionando como farmacia durante poco más de un siglo, hasta 1839.
En 1986 se restauró para crear un museo, entre cuyos tesoros alberga más que dos mil objetos del ajuar boticario de los siglos XVIII y XIX. En el primer piso, tras la antigua recepción se encuentran también la sala de comercio, el laboratorio y la biblioteca. El mayor despliegue imaginativo se ha desarrollado en el sótano, espacio idóneo para recrear la atmósfera misteriosa del Monasterio de las Cuevas de Kiev, donde desde el siglo XI los monjes curaban a la gente con oraciones y hierbas. La puesta en escena incluye la habitación de una bruja-curandera y el cuchitril de un monje-brujo sobre cuya mesa de trabajo se acumulan las monedas que dejan allí los visitantes siguiendo la superstición tradicional.

## Galería de imágenes

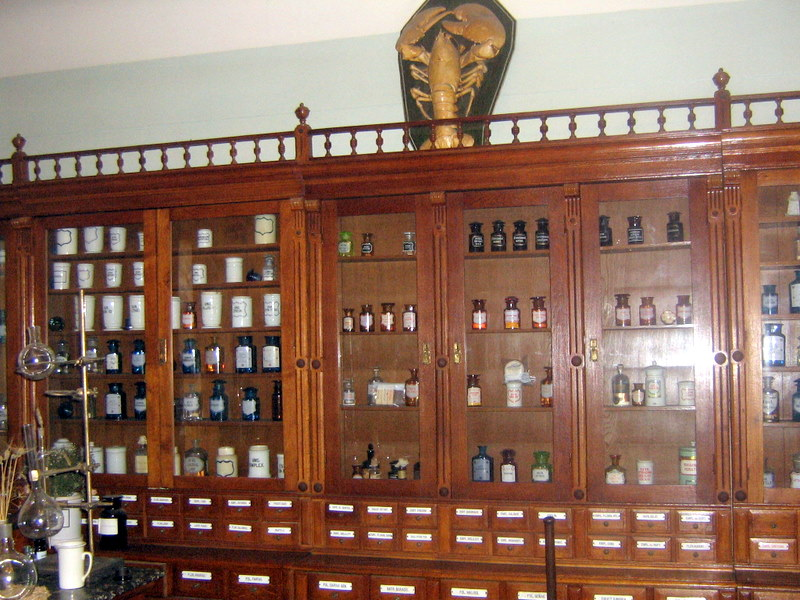
Vitrina con albarelos y otros recipientes de botica en el laboratorio del primer piso.
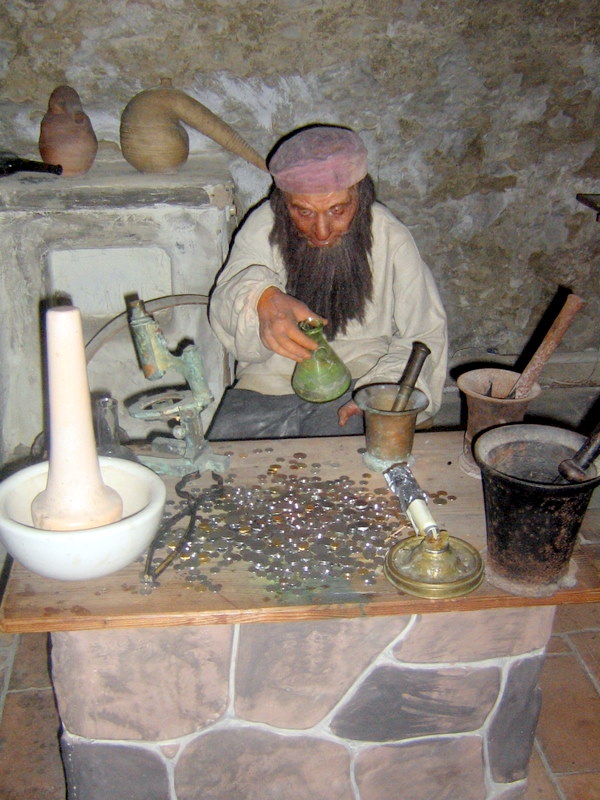
El boticario-brujo, entre redomas de barro, pipetas de cristal y morteros y almireces.
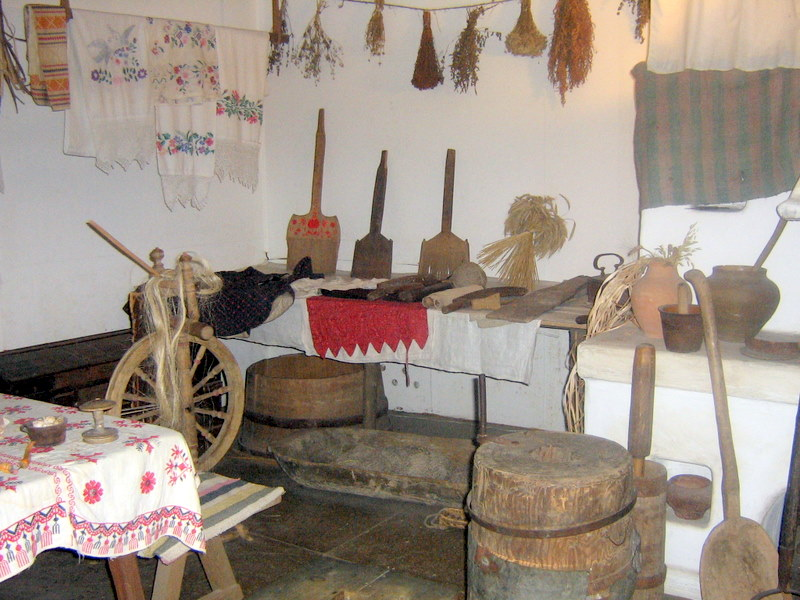
Museo rural de la 'habitación de la bruja'.